# Suzanne von Borsody
Suzanne von Borsody (née le 23 septembre 1957 à Munich) est une actrice allemande.

## Filmographie

### Actrice

#### Cinéma
- 1988 : Fifty Fifty : Regina
- 1992 : Die Liebesreise des Herrn Matzke : Tochter
- 1993 : Brandnacht : Margarethe
- 1993 : Justice : Daphne Winter
- 1994 : Z-man's Kinder
- 1995 : Brennendes Herz
- 1995 : Der Flug des Albatros : Claudia, Sarahs Mutter
- 1998 : Am I Beautiful? : Lucy
- 1998 : Cours, Lola, cours : Frau Jäger
- 2000 : Marlene : Charlotte Seidlitz
- 2001 : Leo und Claire : Claire Katzenberger
- 2002 : Mask Under Mask : Rosita
- 2003 : Baltic Storm : Ms. Sundwall
- 2003 : Der Puppengräber : Trude Schlösser
- 2003 : Mensch Mutter : Verena 'Vreni' Kröger
- 2006 : Joy Division : Mother
- 2010 : Hanni and Nanni : Frau Mägerlein
- 2012 : Hanni and Nanni 2 : Frau Mägerlein
- 2013 : Dead : Birgit
- 2013 : Ein schmaler Grat : Marianna
- 2013 : Hannas Reise : Uta
- 2013 : Hanni and Nanni 3 : Frau Mägerlein
- 2016 : Kollowalla
- 2017 : Die Pfefferkörner und der Fluch des Schwarzen Königs : Isabell Levartis
- 2017 : Sur les traces du passé (Leanders letzte Reise) : Uli
- 2018 : Die kleine Hexe
- 2019 : So weit das Meer

#### Courts-métrages
- 1997 : Lunatic
- 2005 : Ordinary Love

#### Télévision

##### Séries télévisées
- 1964 : Das Kriminalmuseum : Monika Zenta
- 1979 : Beate S. : Beate S.
- 1979 : Theodor Chindler - Die Geschichte einer deutschen Familie : Gerda Riemer
- 1983 : Kontakt bitte...
- 1983 : Nordlichter: Geschichten zwischen Watt und Wellen
- 1985 : Eine Klasse für sich - Geschichten aus einem Internat : Anna von Hoegen / Anne v. Hoegen
- 1985 : Trziste senzací : Anna Polanska
- 1991 : Section K3 : Renate Ranke
- 1993 : Sylter Geschichten
- 1993-2005 : Police 110 : Verena Matthiesen / Natalie
- 1993-2015 : Tatort : Valerie Sattler / Mutter Schneider / Karin Landauer / ...
- 1994 : Anwalt Abel : Käthe
- 1994 : Nur eine kleine Affäre : Steuerberaterin
- 1994-1997 : Ärzte : Dr. Klein / Evelyn Beyer
- 1995 : Docteur Markus Merthin : Yvonne Gircke
- 1995 : Wolff, police criminelle : Konstanze Söderbaum
- 1995-1998 : Vater wider Willen : Ingrid Bach
- 1996 : Deutschlandlied : Gertrud Sternke
- 1996-1999 : Le Renard : Britta Kuhn / Susanne Felix / Lydia Ronstedt
- 1997 : Frauen morden leichter
- 1998 : Zwei Brüder : Frau Kreidler
- 1998-2000 : Schimanski : Julia Schäfer / Julia
- 1999 : Stahlnetz : Andrea Probst
- 2000 : Jahrestage : Gesine Cresspahl
- 2003 : L'Empreinte du crime : Maria Ferangi
- 2004 : Commissaire Brunetti : Mutter Oberin
- 2005 : Bella Block : Daniela Wagner
- 2006 : Rosa Roth : Dr. Kerstin Sander
- 2012 : Der Kriminalist
- 2013 : Das Mädchen mit dem indischen Smaragd : Maritha Singh
- 2013 : Soko, brigade des stups : Astrid Reinhold
- 2013 : Stolberg : Ruth Habermann
- 2014 : Utta Danella : Maxi
- 2017 : Der Mordanschlag
- 2017 : Über Land : Bettina Schack

##### Téléfilms
- 1967 : Der Mann aus dem Bootshaus : Clara
- 1978 : Adoptionen : Irmgard
- 1978 : Auf den Hund gekommen
- 1980 : Das eine Glück und das andere
- 1985 : Mütter und Töchter
- 1986 : Aranka : Cordula
- 1988 : Stadtromanzen : Sophie
- 1991 : Ostkreuz : Elfies Mutter
- 1993 : L'Empire de la famille könig : Katharina
- 1994 : La Mort bleue : Laura Völlenklee
- 1994 : Tod in Miami : Vera Vogt
- 1995 : Babyfon - Mörder im Kinderzimmer : Gisela Odenwald
- 1995 : Family of Lies : Anita Zorzi de Lucca
- 1995 : Ich bin unschuldig - Ärztin im Zwielicht : Sophie Blum
- 1995 : Sans issue : Sigrid Dengler
- 1995 : Visum in den Tod - Die Russenhuren : Edith Schuster
- 1995 : Wer Kollegen hat, braucht keine Feinde
- 1996 : Spitzenleistung : Dr. Daphne Czap
- 1996 : Zerrissene Herzen : Astrid
- 1997 : Kind zu vermieten : Karin Kupfer
- 1997 : Meurtre à l'étage : Gisela Odenwald
- 1997 : The Lost Daughter : Camille Foulet
- 1999 : Die Mörderin : Marga
- 1999 : Dunkle Tage : Angela Rinser
- 1999 : Ich liebe meine Familie, ehrlich : Julia Schiller
- 1999 : Liebe und weitere Katastrophen : Mechthild Weiß
- 2000 : Die Geiseln von Costa Rica : Marlies Suter
- 2000 : Eine Handvoll Glück : Dr. Martha Rieger
- 2001 : Der Held an meiner Seite : Ellen Reuter
- 2001 : Wie buchstabiert man Liebe? : Anna Jurak
- 2001 : Zwei unter einem Dach : Hanna Bieber
- 2002 : La Rançon du bonheur : Laura Melzer
- 2002 : Lilly unter den Linden : Lena Wollmann
- 2002 : Nicht ohne deine Liebe : Julia Boysen
- 2003 : Die Geisel : Ella Jansen
- 2003 : Gestern gibt es nicht : Sandra Puttgammer
- 2004 : Außer Kontrolle : Slvia Newer
- 2004 : Ein einsames Haus am See : Dr. Ellen Weiss
- 2004 : Zwischen Liebe und Tod : Hannah
- 2005 : Daniel Käfer - Die Villen der Frau Hürsch : Sabine
- 2005 : Der zweite Blick : Linda
- 2005 : Liebe hat Vorfahrt : Sonja Franke
- 2005 : Margarete, le génie d'une femme : Mutter
- 2006 : Eine Liebe in Königsberg : Iris Bulatow
- 2007 : Beim nächsten Kind wird alles anders : Martha Brönner
- 2007 : Das zweite Leben : Gabi Kreuzer
- 2007 : Der Sonnenhof : Katharina Kamp
- 2007 : Späte Aussicht : Agnes Engelhardt
- 2007 : Starting Over : Lady Elizabeth 'Liz' Dewhurst
- 2008 : Daniel Käfer - Die Schattenuhr : Sabine
- 2008 : Grimm's Finest Fairy Tales: The Farmer's Daughter
- 2008 : Schlaflos in Oldenburg : Lis Praetorius
- 2009 : À l'ombre des Alpes : Esther Kaufmann
- 2009 : Entführt : Marietta Lahn
- 2009 : Rapunzel : Böse Zauberin
- 2009 : Schicksalstage in Bangkok : Vicky Wessendorf
- 2010 : Bis nichts mehr bleibt : Ursula Friedrich
- 2011 : Le Chinois : Birgitta Roslin
- 2012 : Le Testament secret : Anna Sobek
- 2012 : Mariage sans frontières : Theresa Bergmann
- 2013 : Arnes Nachlass : Elsa
- 2014 : Männertreu : Franziska Sahl
- 2015 : Das Kloster bleibt im Dorf : Johanna
- 2016 : Die Informantin : Hannah
- 2016 : Die letzte Reise : Heike Wiechmann
- 2016 : Drei Väter sind besser als keiner : Inge
- 2016 : Ein Sommer in Florida : Henriette Stetter
- 2017 : Willkommen bei den Honeckers : Elke Marbach

### Réalisatrice

#### Cinéma
- 2007 : GG 19 - Eine Reise durch Deutschland in 19 Artikeln

## Récompenses et distinctions
Elle a obtenu le prix Adolf-Grimme en 1981 et la Goldene Kamera en 2001.